# Li Bing

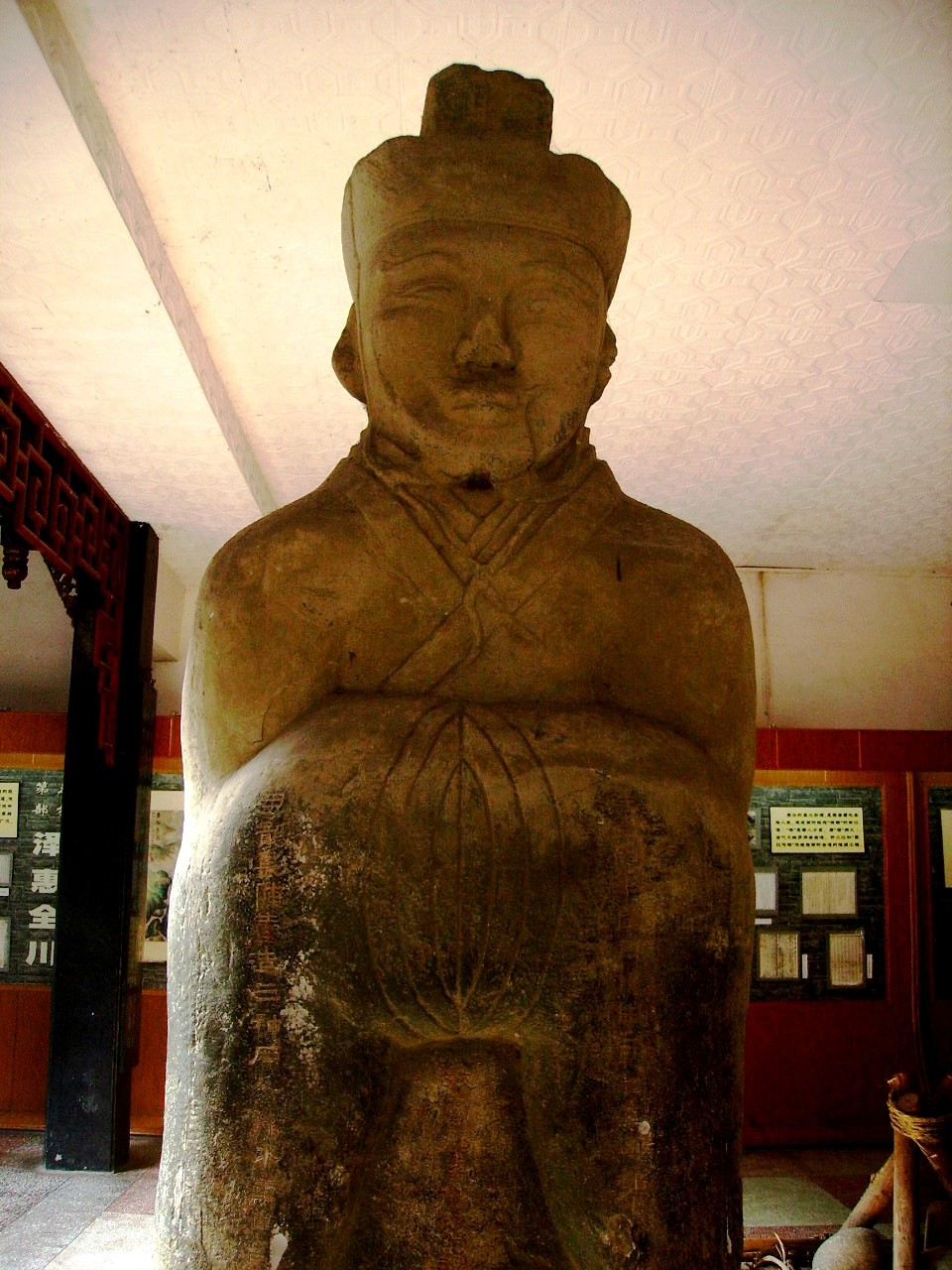
Posąg Li Binga

Li Bing (chiń. 李冰; pinyin Lǐ Bīng; Wade-Giles Li Ping; III wiek p.n.e.) – chiński inżynier i gubernator żyjący w Epoce Walczących Królestw.  Jego zasługą było rozpoczęcie budowy funkcjonującego do dziś systemu irygacyjnego Dujiangyan.

## Biografia
Niewiele wiadomo o jego młodości oraz początkach jego kariery. Wiadomo, że około 260 roku p.n.e. król Zhaoxiang, władca państwa Qin mianował go gubernatorem niedawno podbitego kraju Shu (dzisiejszy Syczuan). Jego zadaniem było uzyskanie z tego ubogiego wówczas kraju jak największej ilości zasobów mogących służyć królowi w jego dalszych podbojach. Li Bing energicznie podjął się zadania. W podległej sobie prowincji zorganizował pobór do wojska, otworzył setki kopalń rudy żelaza oraz zbudował system dróg, którymi przesyłano rudę do Qin. Zorganizował również masowe wydobycie soli, co przyniosło spore dochody królowi Zhaoxiangowi.
Jednak jego największym dziełem był nowy system irygacyjny. Król nakazał Li Bingowi uregulować sytuację wodną na terenie równiny Chengdu. Wysokie różnice przepływów rocznych sugerowałyby zbudowanie zbiornika retencyjnego. Po badaniach Li Bing zdał sobie jednak sprawę, że takie rozwiązanie byłoby niepraktyczne – jednym z głównych powodów wylewów rzeki Min było jej wypłycanie przez niesiony przez nią materiał skalny. Zbiornik z tamą uległby więc szybkiemu zamuleniu, ponadto rzeka miała pozostać spławna, by umożliwić transport wojskowy.
Li Bing  zdecydował, by nie zagradzać  całkowicie rzeki, a ją rozgałęzić w ten sposób, by nadmiar wody został szybko rozprowadzony na jak największej przestrzeni. Rolę zbiornika retencyjnego pełniły zalewowe pola ryżowe, płytkie, ale o ogromnej powierzchni. Li Bing wybrał jeden z głównych dopływów Jangcy, rzekę Min Jiang, za centralny punkt systemu nawadniania. Zbudował tam tamę, która przepuszczała część wody spiętrzając resztę. Wykute w skale kanały, o łącznej długości 1185 km, kierowały ją następnie do suchszych rejonów. Dzięki systemowi zastaw i śluz można było kontrolować poziom przepływającej rzeki. 
W ważnych punktach kanałów Li Bing kazał ustawić swoje kamienne pomniki. Gdy posagi przykrywała woda, zamykano śluzy, chronić pola przed powodzią. Gdy kolana posągów zaczynały wystawać z wody, otwierano upusty by dostarczyć brakującej z powodu suszy wody. 
Zaprojektowany przez Li Binga system umożliwił nawodnienie pół miliona akrów dobrych gruntów rolnych i umożliwił utrzymanie się licznej populacji wynoszącej około 5 milionów ludzi. Zapobiegał też suszom i powodziom.
System Li Binga funkcjonuje nieprzerwanie od 2300 lat bez zasadniczych zmian konstrukcyjnych, poza bieżącą konserwacją, chroniąc równinę Chengdu przed powodziami i nawadniając jej żyzne gleby. System przetrwał liczne trzęsienia ziemi.   
Pośmiertnie Li Bing i jego syn zostali podniesieni do rangi królewskiej. Trzysta lat po śmierci Li Binga, mieszkańcy Syczuanu oddawać zaczęli cześć boską jego posągom. W 1974 roku chińscy archeolodzy odkryli dwa kamienne posągi przedstawiające słynnego inżyniera. Są to najstarsze tego typu znaleziska w Chinach, o których wiadomo kogo przedstawiają.